# Lingua vulcaniana
Il vulcaniano è la lingua del popolo alieno dei Vulcaniani, creata per la serie televisiva e cinematografica Star Trek; similmente alla più nota lingua klingon, alla lingua romulana e altre.

## Storia

### Gli inizi

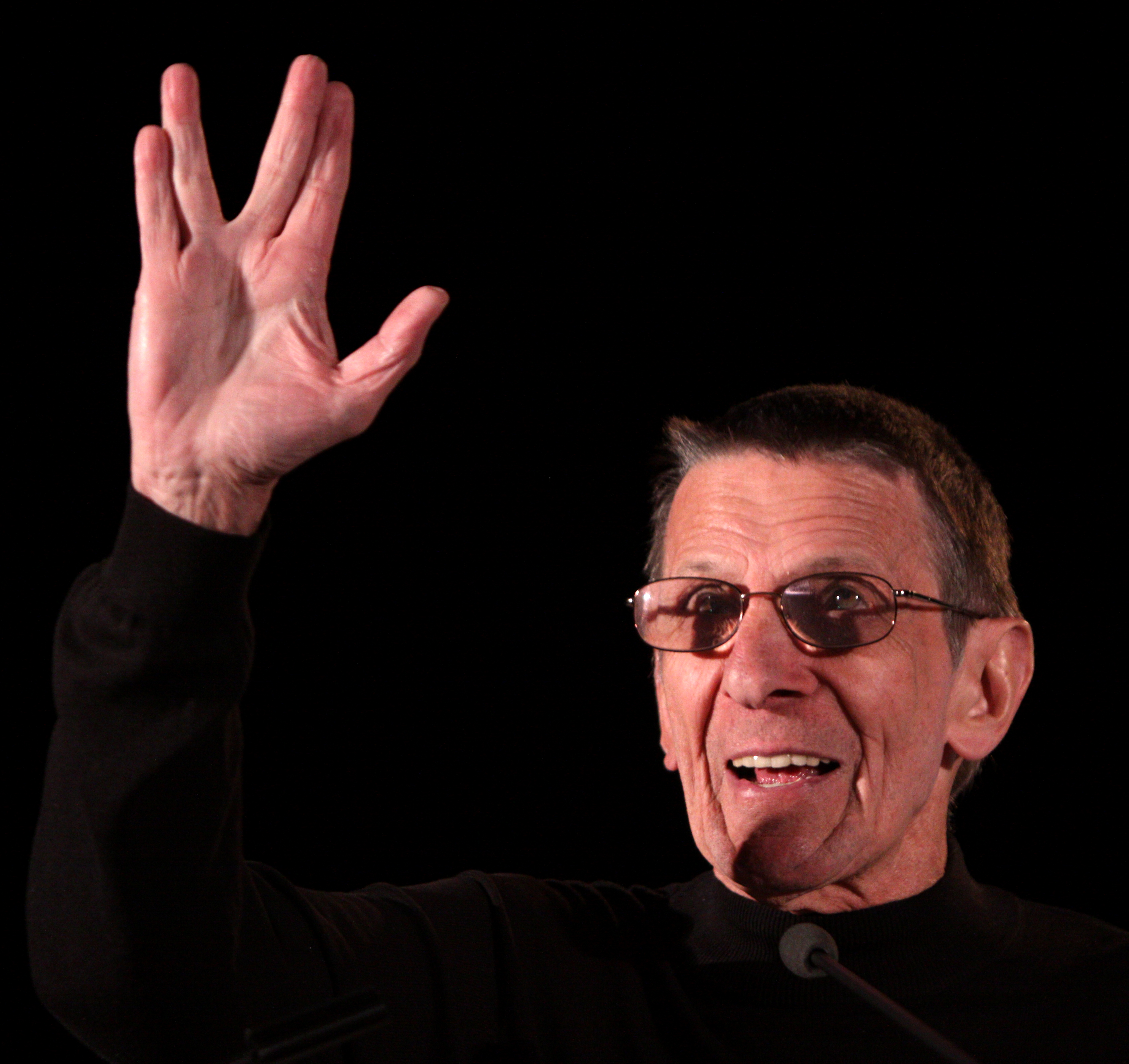
L'attore Leonard Nimoy saluta in vulcaniano (Phoenix Comicon, 2011)

Il vulcaniano è presente in parecchie frasi durante varie serie televisive di Star Trek, a partire dall'episodio Amok Time (1967), nella serie Star Trek: The Original Series; inoltre nei film Star Trek: The Motion Picture (1979), Star Trek II: The Wrath of Khan (1982), Star Trek III: The Search for Spock (1984) e Star Trek V: The Final Frontier (1989).
La Paramount Pictures assunse il linguista professionale Marc Okrand, futuro glottoteta del klingon, perché creasse le frasi in vulcaniano parlate nel film Star Trek II: The Wrath of Kahn, che egli realizzò con la collaborazione di alcuni attori, in particolare James Doohan, che in seguito collaborerà con lui anche per la creazione del klingon. Fu questo per Okrand il primo contatto con il mondo di Star Trek e non, come si crede comunemente, per il klingon che venne creato successivamente. Come nella maggior parte dei film della serie, gli attori recitavano in inglese e in seguito venivano doppiati in vulcaniano.
Secondo il commento di Robert Wise nel "Director's edition DVD", l'idea che i Vulcaniani dovessero parlare una propria lingua spetta a Gene Roddenberry. La traduzione in vulcaniano fu eseguita dall'attore James Doohan, il quale osservò i movimenti delle labbra degli attori e creò per loro un nuovo "suono" vocale perché potessero doppiare il loro inglese originario. Secondo il commento nel DVD del film Star Trek II: The Wrath of Kahn, anche gli attori Leonard Nimoy e Kirstie Alley, che recitavano rispettivamente la parte di Spock e Saavik, pronunciarono le frasi in inglese, e furono poi doppiati in un vulcaniano che corrispondeva ai movimenti delle bocche sulla scena.

### Il prosieguo
Un gruppo di appassionati di Star Trek ebbe l'idea di pubblicare un vocabolario vulcaniano sulla falsariga del Dizionario Klingon di Marc Okrand. Ma la Paramount Pictures e l'editore Pocket Books non manifestarono l'intenzione di sostenere la creazione di altri lingue aliene all'infuori del Klingon, nonostante l'entusiasmo di alcuni amatori. Ciò portò Mark R. Gardiner e altri alla costituzione nel 1980 del "Shi'Oren t'Gen-Lis Vuhlkansu/The Vulcan Language Institute" (Istituto della lingua vulcaniana) per studiare e regolare l'evoluzione della lingua, il cui ampliamento è tuttora in corso.

## Grammatica

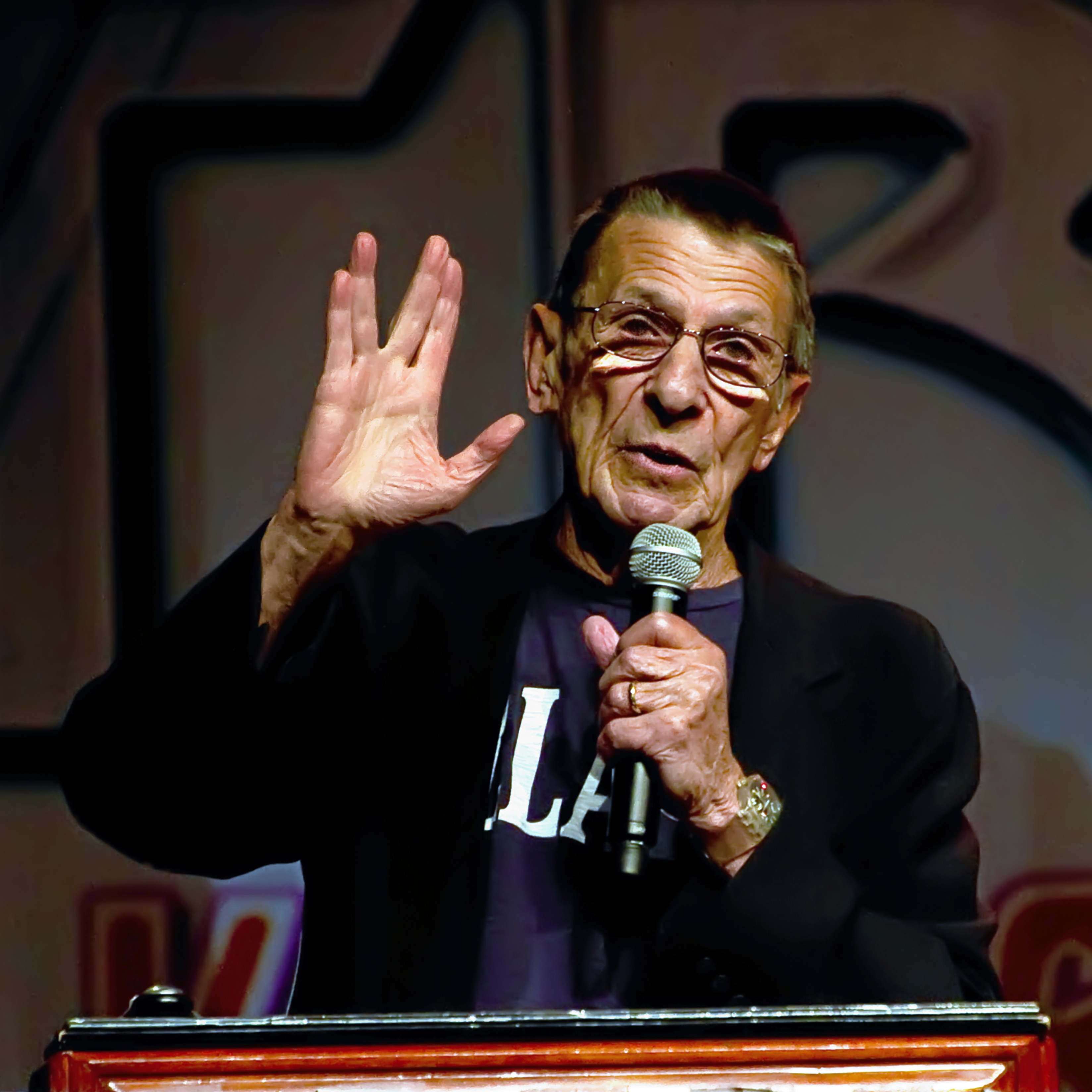
L'attore Leonard Nimoy saluta in vulcaniano (ST Con-2, Las Vegas, 2011)

Il vulcaniano è imparentato con la lingua romulana.
Per la precisione nel pianeta Vulcano esistono, e sono esistite, più lingue relazionate:

### Lingue antiche
1. Vulcaniano Golico Tradizionale; da cui deriva quello moderno, ma ancora usato per scopi solenni o molto formali, e che continua ad influenzare in parte la lingua moderna
2. Vulcaniano Golico Insulare; imparentato con il precedente
3. FthinraKathi; anch'esso imparentato, ma più lontanamente, con la lingua tradizionale

### Lingue moderne
1. Vulcaniano Golico Moderno; oggetto prevalente della presente voce
2. Vulcaniano Golico delle Pianure; imparentato con il precedente
3. Vulcaniano Standard Moderno; studiato da Marketa Zvelebil e Joel Zvelebil. È una lingua vulcaniana non appartenente al sottogruppo delle lingue "goliche"[17].

### Alfabeto

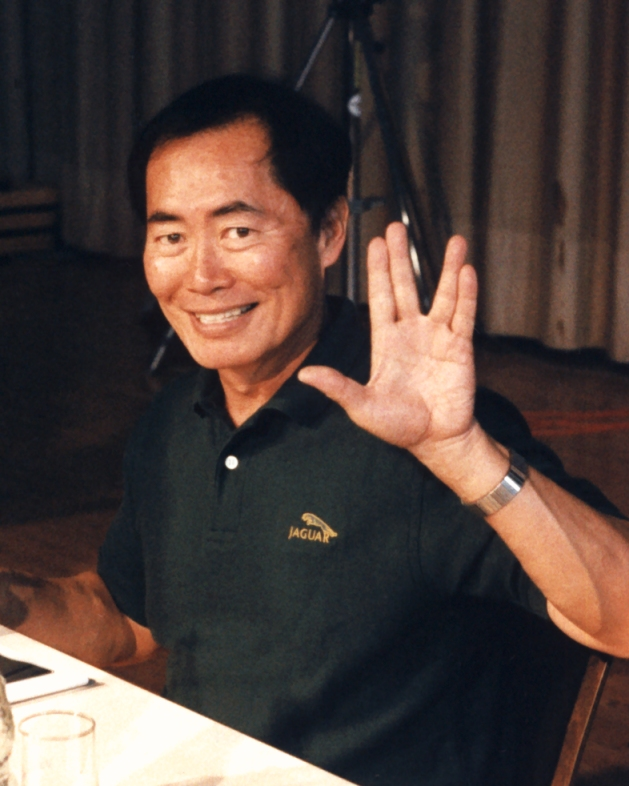
L'attore George Takei saluta in vulcaniano (ST Con UFP Con One, Hamm, Germania, 1996)

Il vulcaniano fa uso di tre stili di alfabeto:
1. Alfabeto cerimoniale. Il più ornamentale, che mantiene in parte lo stile pittografico delle iscrizioni arcaiche. È usato per i documenti ufficiali e le opere di stile elevato o filosofico.
2. Alfabeto comune. Più semplice e veloce da scrivere; per l'uso quotidiano, gli appunti, la corrispondenza, le riviste accademiche, e in tutti i casi in cui lo stile cerimoniale non sarebbe appropriato.
3. Alfabeto dei Media. Anch'esso una versione semplificata; per la stampa destinata ad un pubblico di massa, e per gli schermi dei calcolatori.

Tutti e tre hanno 27 segni, che rappresentano con esattezza i fonemi della lingua.

L'ordine delle lettere è: S-T-P-K-R-L-A-Sh-O-U-D-V-Kh-E-H-G-Ch-I-N-Zh-M-Y-F-Z-Th-W-B.

Mancano: C-J-Q-X.

### Fonologia
Le vocali si pronunciano come in italiano, ma possono essere brevi o lunghe. Le vocali lunghe si trascrivono normalmente con una Y aggiunta (Ay, Ey, Iy, Oy, Uy). Esistono dittonghi, simili a quelli dell'italiano.
Le consonanti si pronunciano come in italiano. Ma:
1. S  = /s/  (s sorda, come in /sasso/)
2. Sh = /ʃ/  (sc dolce, come in /scena/)
3. Kh = /χ/  (ca. come il /ch/ tedesco o la /j/ spagnola)
4. H  = /h/  (come in inglese o in tedesco)
5. G  = /g/  (g dura, come in /gatto/)
6. Ch = /t͡ʃ/ (c dolce, come in /cima/)
7. Zh = /ʒ/  (come /j/ francese)
8. Y  = /j/  (come /y/ inglese o francese, o come /j/ tedesca, tranne quando è usata per allungare la vocale precedente)
9. Z  = /z/  (s sonora, come in /rosa/)
10. Th = /θ/  (come /th/ sordo inglese)
11. W  = /w/  (come in inglese o in francese)

L'accento tonico cade in genere sulla seconda sillaba della radice. Prefissi e suffissi non sono conteggiati ai fini dell'accentazione. L'accento non si segna mai.
La fonologia e l'impressione acustica che riceve l'ascoltatore terrestre sono meno "aliene" di quelle del Klingon, essendo quest'ultimo almeno in parte ispirato ai suoni delle lingue native americane tra cui, ma non solo, la lingua Mutsun della California oggetto della tesi di laurea di Marc Okrand.

### Morfologia e sintassi
La morfologia è di tipo agglutinante. Come tale non ha vere e proprie desinenze come le lingue flessive; in compenso possiede un buon numero di prefissi e suffissi.
I verbi si dividono in deboli e forti. Gli uni e gli altri possono essere regolari o irregolari.
L'ordine normale della frase è Verbo Soggetto Oggetto, come ad es. nelle lingue celtiche e semitiche classiche, ma può variare per mettere in risalto il soggetto o l'oggetto.

## Il saluto vulcaniano

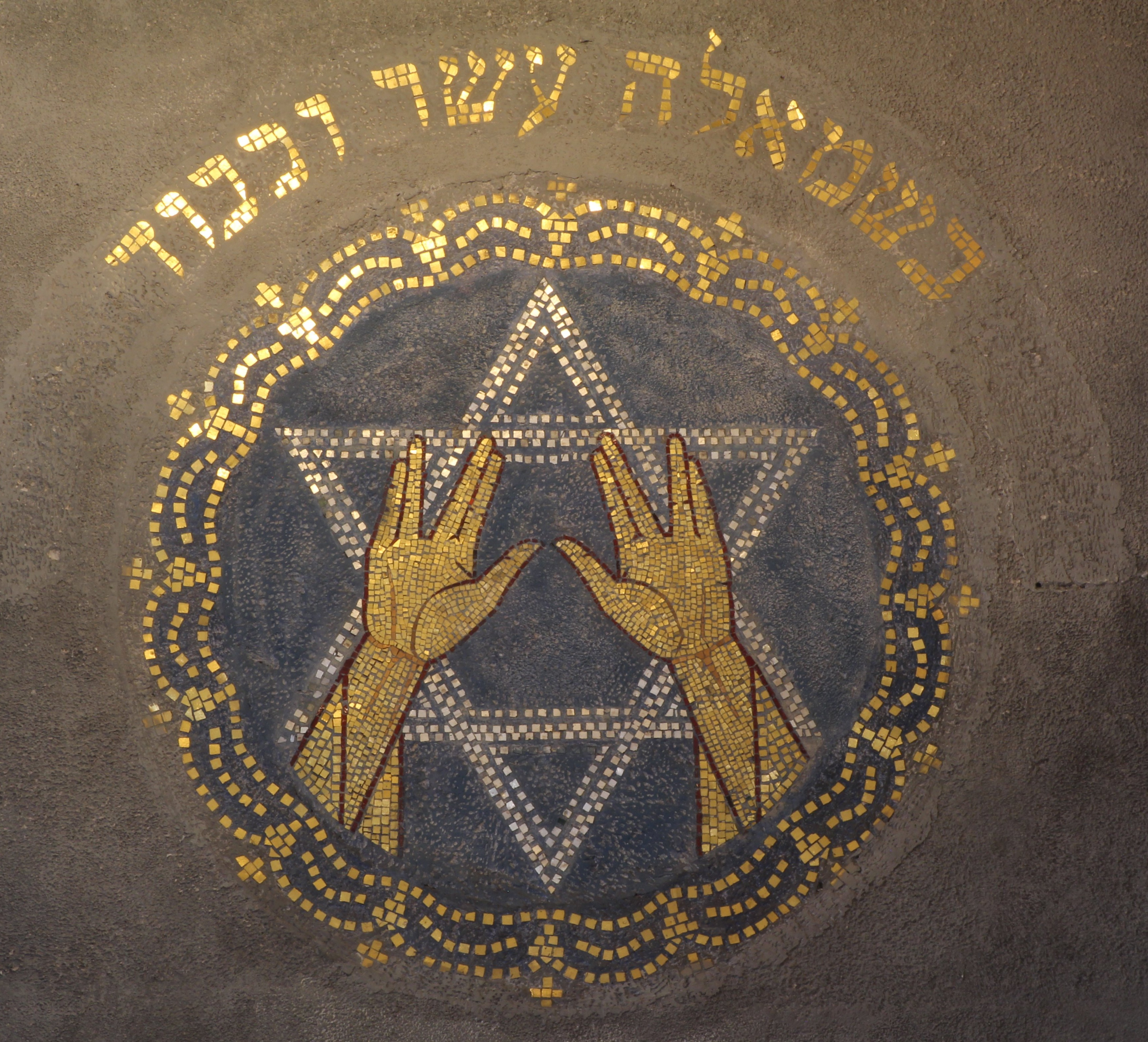
Il gesto di benedizione ebraico che ha ispirato il saluto vulcaniano

Il saluto vulcaniano fu creato dall'attore Leonard Nimoy, che lo aveva visto da bambino durante una cerimonia religiosa in una sinagoga di Boston.
Ha la parvenza di una versione a due dita del segno della vittoria di Winston Churchill.